# رونالد فرگوسن تامسون
سر رونالد فرگوسن تامسونRonald Ferguson Thomson (۲۶ ژوئن ۱۸۳۰ – ۱۵ نوامبر ۱۸۸۸) دیپلمات و فرستاده فوق‌العاده و وزیر تام‌الاختیار بریتانیا در ایران بود.
تامسون تمام زندگی حرفه ای خود را در وزارت امور خارجه بریتانیا در تهران گذراند. وی ابتدا به عنوان به عنوان دبیر هیئت (درجه سوم) سپس یه عنوان در ۵ ژانویه ۱۸۵۲ به سمت آتاشه در سفارت بریتانیا در تهران فعالیت کرد. پس از کناره‌گیری برادرش ویلیام تیلور تامسون از سمت فرستاده فوق‌العاده و وزیر تام‌الاختیار بریتانیا در تهران در سال ۱۸۷۹ به این سمت منصوب شد و تا دوران بازنشستگی یعنی ۱۸۸۷ در این سمت باقی ماند. او عضو انجمن جغرافیایی سلطنتی بود و در گورستان منطقه کریستال پالاس به خاک سپرده شد.
وی همچنین به عنوان شوالیه دارنده عنوان فرمانده نشان سنت مایکل و سنت جورج مفتخر شد.